# William Campbell (gouverneur)
Pour les articles homonymes, voir William Campbell et Campbell.
Lord William Campbell (11 juillet 1730 - 4 septembre 1778) appartient à une famille écossaise fidèle à la Couronne britannique.Il est le fils de John Campbell (4e duc d'Argyll).

## Biographie
De 1752 à 1760, il sert dans la Royal Navy en Inde. En 1762, à cause de la guerre de Sept Ans, il sert en Amérique. Il rencontre et épouse une dame nommée Sarah Izard de Caroline du Sud en 1763. Son beau-frère est un futur rebelle américain et membre du deuxième congrès continental, Ralph Izard. En 1764, ils rentrent en Grande-Bretagne où il devient membre du Parlement, représentant le siège familial de l'Argyllshire. En 1766, il est nommé gouverneur de la Nouvelle-Écosse, poste qu'il occupe jusqu'en 1773.
En juin 1775, au début de la guerre d'indépendance des États-Unis, Campbell devient le dernier gouverneur britannique de la Caroline du Sud, une position pour laquelle il exerce de fortes pressions, car sa femme est originaire de la Caroline du Sud.
Critiqué pour avoir pris les rênes des révolutionnaires de la colonie, Campbell décide d'abord d'ignorer le nouveau Congrès provincial. Il est créé en janvier 1775 à Charleston par d'anciens membres de la Chambre des communes de Caroline du Sud en tant que gouvernement séparé, indépendant de l'autorité et de l'influence britanniques. Connaissant le grand fossé qui sépare le pays aristocratique de l'arrière-pays, Campbell distribue des brochures en masse à des citoyens de l'arrière-pays. Les pamphlets indiquent que les citoyens de Charleston continuent de mentir et qu'il est impossible de faire confiance au congrès provincial.
Le gouverneur Campbell s'est vite rendu compte qu'il ne pouvait plus résider et gouverner en toute sécurité à Charleston. L'intimidation de la part des patriotes entraîne des pendaisons publiques, des agressions et des raids commerciaux et au domicile de présumés loyalistes. Henry Laurens, qui deviendra le troisième président du deuxième congrès continental, subit des perquisitions. Les patriotes n'ont pas peur d'intimider ni d'attaquer les responsables britanniques. Plusieurs responsables ont même fui la ville pour échapper à la persécution.
En 1775, Campbell quitte son domicile au 34 Meeting Street à Charleston à bord d'un navire de guerre britannique, le HMS Tamar, et retourne en Angleterre. Son départ marque le début de la révolution en Caroline du Sud et la fin du règne impérial britannique sur la colonie .
En 1776, lors de la bataille de Sullivan's Island sur le fort Moultrie, il est blessé par un éclat  alors qu'il est à bord du navire amiral de Sir Peter Parker, le HMS Bristol. Il n'a jamais complètement récupéré et meurt de cette blessure, deux ans plus tard, à l'âge de 48 ans.